# ASASSN-V J213939.3-702817.4
ASASSN-V J213939.3-702817.4 (nota anche come ASAS-SN-V J213939.3-702817.4 e J213939.3-702817.4) è una stella, precedentemente non variabile, associata a un insolito evento di oscuramento profondo che è stato scoperto dal progetto All Sky Automated Survey for SuperNovae (ASAS-SN) e riportato per la prima volta il 4 giugno 2019 in The Astronomer's Telegram.
La stella, nella costellazione dell'Indiano a circa 1 113 ± 33 pc (3 630 ± 110 al) di distanza, è stata osservata per la prima volta il 13 maggio 2014 (UT) da ASAS-SN e, a partire dal 4 giugno 2019, ha prodotto oltre 1580 punti dati, tra cui una magnitudine media quiescente di g ~12.95. Il 4 giugno 2019, la stella si è attenuata gradualmente da g~12,96 a 2458635,78 HJ, a g ~14,22 a 2458637,95 e, a partire dal 4 giugno 2019, sembra tornare al suo stato quiescente di g ~13.29 a HJD 2458638.89. Secondo l'astronomo Tharindu Jayasinghe, uno degli scopritori dell'evento di oscuramento profondo, "[La stella] è stata inattiva per così tanto tempo e poi improvvisamente è diminuita di luminosità di una quantità enorme... Perché è successo, non lo sappiamo ancora."